# Euoniticellus cubiensis
Euoniticellus cubiensis är en skalbaggsart som beskrevs av François Louis Nompar de Caumont de Laporte 1840. Euoniticellus cubiensis ingår i släktet Euoniticellus och familjen bladhorningar. Inga underarter finns listade i Catalogue of Life.